# Jón Kalman Stefánsson

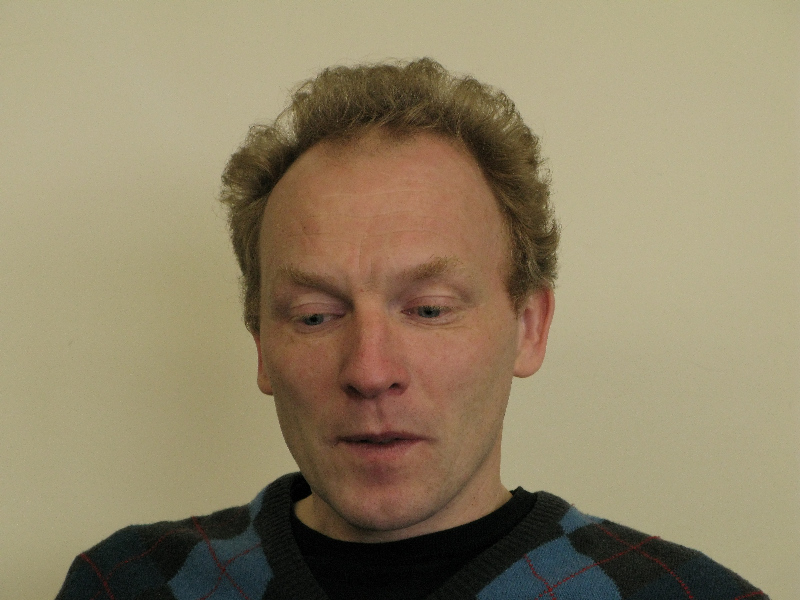
Jón Kalman (2007)

Jón Kalman Stefánsson (* 17. Dezember 1963 in Reykjavík) ist ein isländischer Schriftsteller.

## Leben
Von 1975 bis 1982 verdiente Jón Kalman sein Geld mit den verschiedensten Arbeiten, so etwa in der Fischindustrie, als Maurer und für kurze Zeit als Polizist am Flughafen von Keflavík, wo er bis 1986 lebte.
Von 1986 bis 1991 studierte er Literaturwissenschaft an der Hochschule von Island (Háskóli Íslands), ohne das Studium abzuschließen. Acht Jahre lang unterrichtete er Literatur an einer Schule in Akranes. Gleichzeitig verfasste er Artikel und Rezensionen für die Zeitung Morgunblaðið sowie für den nationalen Radiosender Ríkisútvarpið (RÚV). Von 1992 bis 1995 lebte Jón Kalman in Kopenhagen. Anschließend leitete er bis zum Jahr 2000 die Stadtbücherei von Mosfellsbær bei Reykjavík. Seitdem ist er freier Schriftsteller und lebt weiterhin in Mosfellsbær.

## Werke

### Romantrilogie
Der erste Roman, mit dem er in Deutschland bekannt wurde, hieß Der Sommer hinter dem Hügel (1997). Bei der deutschen Fassung des Romans handelt es sich eigentlich um die ersten beiden Teile einer Trilogie. Die Handlung wird sehr humorvoll und warmherzig aus der Perspektive eines heranwachsenden Jungen erzählt, der wie viele isländische Jugendliche im Sommer auf dem Lande arbeitet und daher die ihm nur teilweise zugängliche Gesellschaft und ihre teilweise recht skurrilen Mitglieder aus einer gewissen Distanz betrachten kann. Neben diesem roten Faden setzt sich der Roman aus einer Vielzahl einzelner Geschichten zusammen. Immer wieder reflektiert der Autor auch sein eigenes Schreiben. Nicht ohne ironische Distanz spricht er etwa vom Pferd der Erzählung, das dabei sei, mit ihm (dem Autor als Reiter) durchzugehen.
Für den in der deutschen Fassung enthaltenen ersten Teil Gräben im Regen erhielt der Autor den NV-Literaturpreis.
Der dritte Teil des Romans Das Licht auf den Bergen erschien 1999. Er führt die Handlung der ersten beiden Teile fort. Der Junge ist nun schon fast erwachsen, teilweise wird auch in Rückblenden aus Sicht des Erwachsenen erzählt. Andererseits kommt in die lichte Stimmung der ersten beiden Teile nun ein düsteres Element in Form schwerer Krankheit dazu. Auch dieser Roman wurde von der Kritik sehr gelobt.

### Deutsche Übersetzungen
- Der Sommer hinter dem Hügel (Skurðir í rigningu, 1996 und Sumarið bakvið Brekkuna, 1997), BLT, Bergisch Gladbach 2001, ISBN 3-404-92071-6.
- Das Licht auf den Bergen (Birtan á fjöllunum, 1999), BLT, Bergisch Gladbach 2003, ISBN 3-404-92138-0.
- Das Knistern in den Sternen (Snarkið í stjörnunum), Reclam 2005, ISBN 978-3-15-020169-5.
- Verschiedenes über Riesenkiefern und die Zeit (Ýmislegt um risafurur og tímann), Reclam 2006, ISBN 978-3-15-020164-0.
- Sommerlicht, und dann kommt die Nacht, Reclam, Stuttgart 2008, ISBN 978-3-15-020878-6.
- Himmel und Hölle, aus dem Isländischen von Karl-Ludwig Wetzig; Reclam, Stuttgart 2009, ISBN 978-3-15-020879-3. Erster Teil der Romantrilogie.
- Der Schmerz der Engel, Piper-Verlag, München 2011, ISBN 978-3-492-05390-7 (Original: Harmur Englanna). Zweiter Teil der Romantrilogie (vgl. Rezension von Annett Scheffel in der Süddeutschen Zeitung vom 28. September 2011, S. 16).
- Britta Heidemann: Islands Autor Jón Kalman Stefánsson beendet seine Trilogie. In: Westdeutsche Allgemeine Zeitung. Funke Mediengruppe, 11. April 2013.
- Fische haben keine Beine (Fiskarnir hafa enga fætur, 2013), Piper-Verlag, 2015, ISBN 978-3-492-05689-2.
- Etwas von der Größe des Universums (Eitthvað á stærð við alheiminn : ættarsaga, 2015), Piper-Verlag, 2017, ISBN 978-3-492-05795-0.
- Ástas Geschichte (Saga Ástu, 2017), Piper-Verlag, 2019, ISBN 978-3-492-05937-4.
- Dein Fortsein ist Finsternis (Fjarvera þín er myrkur). Piper-Verlag, 2023, ISBN 978-3-492-07127-7.
- Mein gelbes U-Boot: Roman (Guli kafbáturinn). Aus dem Isländischen von Karl-Ludwig Wetzig. Piper Verlag, München 2024, ISBN 978-3-492-07289-2.